# Vuelta a Colombia 1955
La 5.ª edición de la Vuelta a Colombia tuvo lugar entre el 21 de mayo y el 12 de junio de 1955. El antioqueño Ramón Hoyos Vallejo del equipo Antioquia A se coronó por tercera vez como campeón de la Vuelta con un tiempo de 80 h, 12 min y 4 s.

## Equipos participantes
| Equipo          | Categoría  |
| --------------- | ---------- |
| Antioquia A     | Aficionado |
| Antioquia B     | Aficionado |
| Argentina       | Aficionado |
| Cauca           | Aficionado |
| Cundinamarca    | Aficionado |
| Fuerzas Armadas | Aficionado |
| Independiente A | Aficionado |
| Independiente B | Aficionado |
| México          | Aficionado |
| Nariño          | Aficionado |
| Santander       | Aficionado |
| Tolima          | Aficionado |
| Valle           | Aficionado |
| Venezuela       | Aficionado |

## Etapas[2]
| Etapa      | Fecha       | Recorrido                               | Distancia (km)                          | Ganador                                 | Líder                                   |                                         |
| ---------- | ----------- | --------------------------------------- | --------------------------------------- | --------------------------------------- | --------------------------------------- | --------------------------------------- |
| 1.ª etapa  | 21 de mayo  | Bogotá - Armero                         | 170                                     | Ramón Hoyos Vallejo                     | Ramón Hoyos Vallejo                     |                                         |
| 2.ª etapa  | 22 de mayo  | Armero - Fresno                         | 55                                      | Ramón Hoyos Vallejo                     | Ramón Hoyos Vallejo                     |                                         |
| 3.ª etapa  | 23 de mayo  | Fresno - Manizales                      | 98                                      | Ramón Hoyos Vallejo                     | Ramón Hoyos Vallejo                     |                                         |
| 4.ª etapa  | 24 de mayo  | Manizales - Aguadas                     | 126                                     | Ramón Hoyos Vallejo                     | Ramón Hoyos Vallejo                     |                                         |
| 5.ª etapa  | 25 de mayo  | Aguadas - Medellín                      | 127                                     | Ramón Hoyos Vallejo                     | Ramón Hoyos Vallejo                     |                                         |
|            | 26 de mayo  | Descanso en Medellín                    | Descanso en Medellín                    | Descanso en Medellín                    | Descanso en Medellín                    | Descanso en Medellín                    |
| 6.ª etapa  | 27 de mayo  | Medellín - Caramanta                    | 138                                     | Ramón Hoyos Vallejo                     | Ramón Hoyos Vallejo                     |                                         |
| 7.ª etapa  | 28 de mayo  | Riosucio - Cartago                      | 107                                     | Reinaldo Medina                         | Ramón Hoyos Vallejo                     |                                         |
| 8.ª etapa  | 29 de mayo  | Tramo 1: Cartago - Tuluá                | 89                                      | José Beyaert                            | Ramón Hoyos Vallejo                     |                                         |
| 8.ª etapa  | 29 de mayo  | Tramo 2: Tuluá - Cali                   | 105                                     | José Beyaert                            | Ramón Hoyos Vallejo                     |                                         |
|            | 30 de mayo  | Descanso en Cali                        | Descanso en Cali                        | Descanso en Cali                        | Descanso en Cali                        | Descanso en Cali                        |
| 9.ª etapa  | 31 de mayo  | Cali - Popayán                          | 160                                     | Honorio Rúa                             | Ramón Hoyos Vallejo                     |                                         |
|            | 1 de junio  | Traslado de Popayán a La Unión (Nariño) | Traslado de Popayán a La Unión (Nariño) | Traslado de Popayán a La Unión (Nariño) | Traslado de Popayán a La Unión (Nariño) | Traslado de Popayán a La Unión (Nariño) |
| 10.ª etapa | 2 de junio  | La Unión - Pasto                        | 94                                      | Ramón Hoyos Vallejo                     | Ramón Hoyos Vallejo                     |                                         |
| 11.ª etapa | 3 de junio  | Pasto - Tulcán (Ecuador)                | 138                                     | Ramón Hoyos Vallejo                     | Ramón Hoyos Vallejo                     |                                         |
| 12.ª etapa | 4 de junio  | Ipiales - Pasto                         | 125                                     | Ramón Hoyos Vallejo                     | Ramón Hoyos Vallejo                     |                                         |
|            | 5 de junio  | Traslado de Pasto a Popayán             | Traslado de Pasto a Popayán             | Traslado de Pasto a Popayán             | Traslado de Pasto a Popayán             | Traslado de Pasto a Popayán             |
| 13.ª etapa | 6 de junio  | Popayán - La Plata                      | 147                                     | Rafael Vaca                             | Ramón Hoyos Vallejo                     |                                         |
| 14.ª etapa | 7 de junio  | La Plata - Neiva                        | 176                                     | Ramón Hoyos Vallejo                     | Ramón Hoyos Vallejo                     |                                         |
| 15.ª etapa | 8 de junio  | Neiva - Natagaima                       | 89                                      | Juan Esteban Montoya                    | Ramón Hoyos Vallejo                     |                                         |
| 16.ª etapa | 9 de junio  | Castilla (Coyaima) - Ibagué             | 121                                     | Ramón Hoyos Vallejo                     | Ramón Hoyos Vallejo                     |                                         |
|            | 10 de junio | Descanso en Ibagué                      | Descanso en Ibagué                      | Descanso en Ibagué                      | Descanso en Ibagué                      | Descanso en Ibagué                      |
| 17.ª etapa | 11 de junio | Ibagué - Melgar                         | 100                                     | José Beyaert                            | Ramón Hoyos Vallejo                     |                                         |
| 18.ª etapa | 12 de junio | Melgar - Bogotá                         | 105                                     | Ramón Hoyos Vallejo                     | Ramón Hoyos Vallejo                     |                                         |

## Clasificaciones finales

### Clasificación general
Los diez primeros en la clasificación general final fueron:
| Clasificación general |                      |              |                   |
| Ciclista              | Ciclista             | Equipo       | Tiempo            |
| --------------------- | -------------------- | ------------ | ----------------- |
| 1.º                   | Ramón Hoyos Vallejo  | Antioquia A  | 80 h 12 min 04 s  |
| 2.º                   | Honorio Rúa          | Antioquia A  | + 1 h 30 min 05 s |
| 3.º                   | Reinaldo Medina      | Antioquia A  | + 2 h 19 min 23 s |
| 4.º                   | Justo Londoño        | Antioquia A  | + 2 h 30 min 43 s |
| 5.º                   | Francisco Otálvaro   | Antioquia B  | + 2 h 48 min 33 s |
| 6.º                   | Héctor Mesa Monsalve | Antioquia B  | + 2 h 51 min 30 s |
| 7.º                   | Juan Montoya         | Antioquia A  | + 4 h 02 min 26 s |
| 8.º                   | José Beyaert         | Tolima       | + 4 h 19 min 42 s |
| 9.º                   | Efraín Forero        | Cundinamarca | + 4 h 20 min 56 s |
| 10.º                  | Rafael Vaca          | México       | + 4 h 29 min 14 s |

### Clasificación de la montaña[3]
| Clasificación de la montaña |                     |             |        |
| Ciclista                    | Ciclista            | Equipo      | Puntos |
| --------------------------- | ------------------- | ----------- | ------ |
| 1.º                         | Ramón Hoyos Vallejo | Antioquia A | 70     |
| 2.º                         | Rafael Vaca         | México      | 16     |
| 2.º                         | Honorio Rúa         | Antioquia A | 16     |

### Clasificación por equipos
| Clasificación por equipos |                   |                    |
| Equipo                    | Equipo            | Tiempo             |
| ------------------------- | ----------------- | ------------------ |
| 1.º                       | Antioquia A       | 244 h 37 min 00 s  |
| 2.º                       | Antioquia B       | + 3 h 58 min 38 s  |
| 3.º                       | Fuerzas Militares | + 12 h 48 min 59 s |